# Paço dos Távoras
O Paço dos Távoras, também designado por Paço dos Távora e Câmara Municipal de Mirandela, neste caso por ser a sua atual função, é um edifício histórico localizado na freguesia e no município de Mirandela, Distrito de Bragança, em Portugal.
O Paço dos Távora está classificado como Imóvel de Interesse Público desde 1983.

## História
Este paço foi edificado no século XVII. Alguns estudiosos acreditam que primitivamente neste local se encontrava a alcáçova de Dinis I de Portugal, remontando a 1282.
Em 28 de abril de 1768 o imóvel passou, assim como os demais bens do morgado, para a posse dos condes de São Vicente, detentores da Varonia de Távora.
Em 1860 os condes de São Vicente, através do administrador Roberto Saldanha, procederam à restauração do Paço e, no mesmo sítio onde até 1758 se encontrava o escudo de armas dos Távora, depois picado, hoje se encontra a pedra de armas dos condes, com data de 1863.